# 再突入体

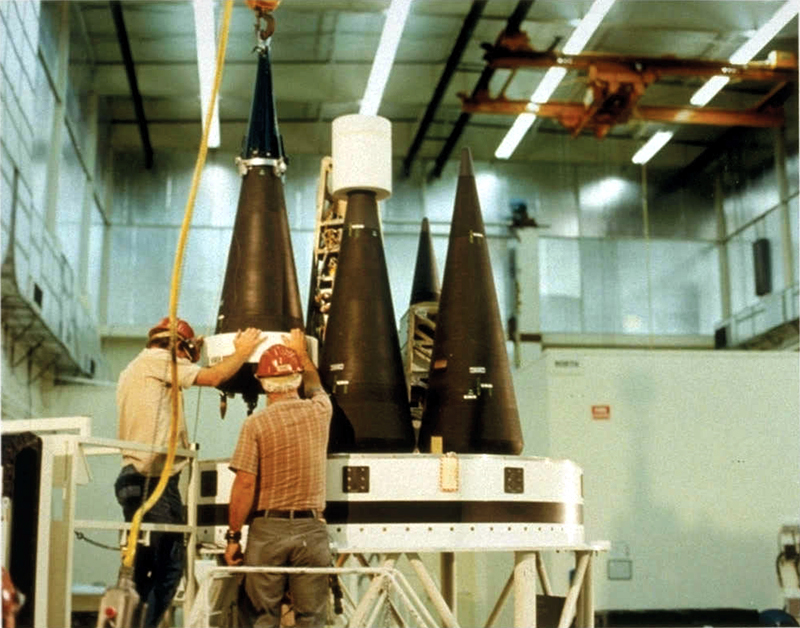
W87核弾頭を搭載したMk.21再突入体がピースキーパーのバスに搭載されるところ。ヴァンデンバーグ空軍基地 1983年。

再突入体（さいとつにゅうたい、re-entry vehicle; RV） とは大気圏に再突入する長距離弾道ミサイルの弾頭部を搭載している部位のこと。

## 概要
長距離弾道ミサイルの弾頭部は、大気圏再突入時に空力加熱により超高温となるため、それを保護するための再突入体の開発は、長距離弾道ミサイル実用化に際してのキーポイントとなる。
長距離弾道ミサイルは有人宇宙船と異なり、軟着陸の必要がないため、再突入体は高速のままで大気圏に再突入する。ミサイルの種類にもよるが、再突入速度は中距離弾道ミサイルでマッハ9から21、大陸間弾道ミサイルでマッハ21から24にもなる。高速な飛翔体であることは、敵の妨害を防ぎ、目標到達への正確性も高めることとなる。
長距離弾道ミサイルの開発進展に伴い、再突入体の開発・実用化が行われた。再突入体は、大気の空力加熱による高熱からの弾頭を保護には、金属製のヒートシールドやアブレータ等を用いている。アブレータの使用が再突入体の小型・軽量化に貢献した。また、目標への正確な飛翔のため、大気圏内通過時の空力的安定性も求められる。このほか、再突入体とブースター部を分離する設計により、運搬重量を軽量化し、より効率的に弾頭を運搬できるという利点も持つ。再突入体の形状は、大気による空力加熱に耐えるための断熱層を備えた円錐形のカプセルが一般的であるが、初期には鈍頭理論に基づく、先の鈍った円錐円筒フレア型(sphere-cone-cylinder-flare)も用いられた。アメリカ合衆国のMk2再突入体では金属製の断熱部であったが、これは金属粒子が大気圏内に長く尾をつくるため、敵に探知されやすい欠点があった。このため、Mk6再突入体では非金属の断熱部を有している。
また、MRV/MIRV形式のミサイルにおいては、1基のミサイルに複数の再突入体/弾頭を搭載している。

## アメリカ軍の弾道ミサイルにおける再突入体
Mk1
ポラリスA1およびA2搭載、単弾頭。
Mk2
ポラリスA3搭載、複数弾頭。アトラス搭載、単弾頭。銅によるヒートシールドを使用。
Mk3
ポセイドンC3搭載、MIRV。アトラス搭載、単弾頭。
Mk4
トライデントC4およびトライデントD5搭載、MIRV。アトラスおよびタイタンI搭載、単弾頭。
Mk5
LGM-30 ミニットマンI搭載単弾頭。
Mk6
タイタンII搭載、単弾頭。アメリカの弾道ミサイル再突入体としては最大の大きさ。
Mk7
AGM-48 スカイボルト搭載単弾頭。
Mk11
LGM-30 ミニットマンIおよびII搭載単弾頭。
Mk12
LGM-30 ミニットマンIII搭載、MIRV。改良型Mk12A。
Mk21
LGM-118 ピースキーパー搭載、MIRV。MGM-134 ミゼットマン搭載単弾頭。2005年以降ミニットマンIIIにも単弾頭として搭載。